# 13530 Ninnemann
13530 Ninnemann è un asteroide della fascia principale. Scoperto nel 1991, presenta un'orbita caratterizzata da un semiasse maggiore pari a 2,3057547 UA e da un'eccentricità di 0,0641116, inclinata di 6,48620° rispetto all'eclittica.